# Sent Julian de Cremsa
Sent Júlian de Cremsa (en francès Saint-Julien-de-Crempse) és un municipi francès situat al departament de la Dordonya i a la regió de la Nova Aquitània.

## Demografia
| 1962                                       | 1968 | 1975 | 1982 | 1990 | 1999 | 2007 |
| ------------------------------------------ | ---- | ---- | ---- | ---- | ---- | ---- |
| 170                                        | 147  | 131  | 141  | 158  | 168  | 196  |
| Des de 1962: població sense dobles comptes |      |      |      |      |      |      |

## Administració
| Període   | Identitat    | Partit |
| --------- | ------------ | ------ |
| 2004-2008 | Alain Baumes |        |
| 2008-     | Annick Gay   |        |